# Théâtre national de Pécs
Le Théâtre national de Pécs (hongrois : Pécsi Nemzeti Színház [ˈpeːtʃi ˈnɛmzɛti ˈsiːnhaːz], PNSz) est un théâtre situé dans le centre de Pécs, dans le quartier de Belváros sur Perczel utca.